# Florentin Granholm

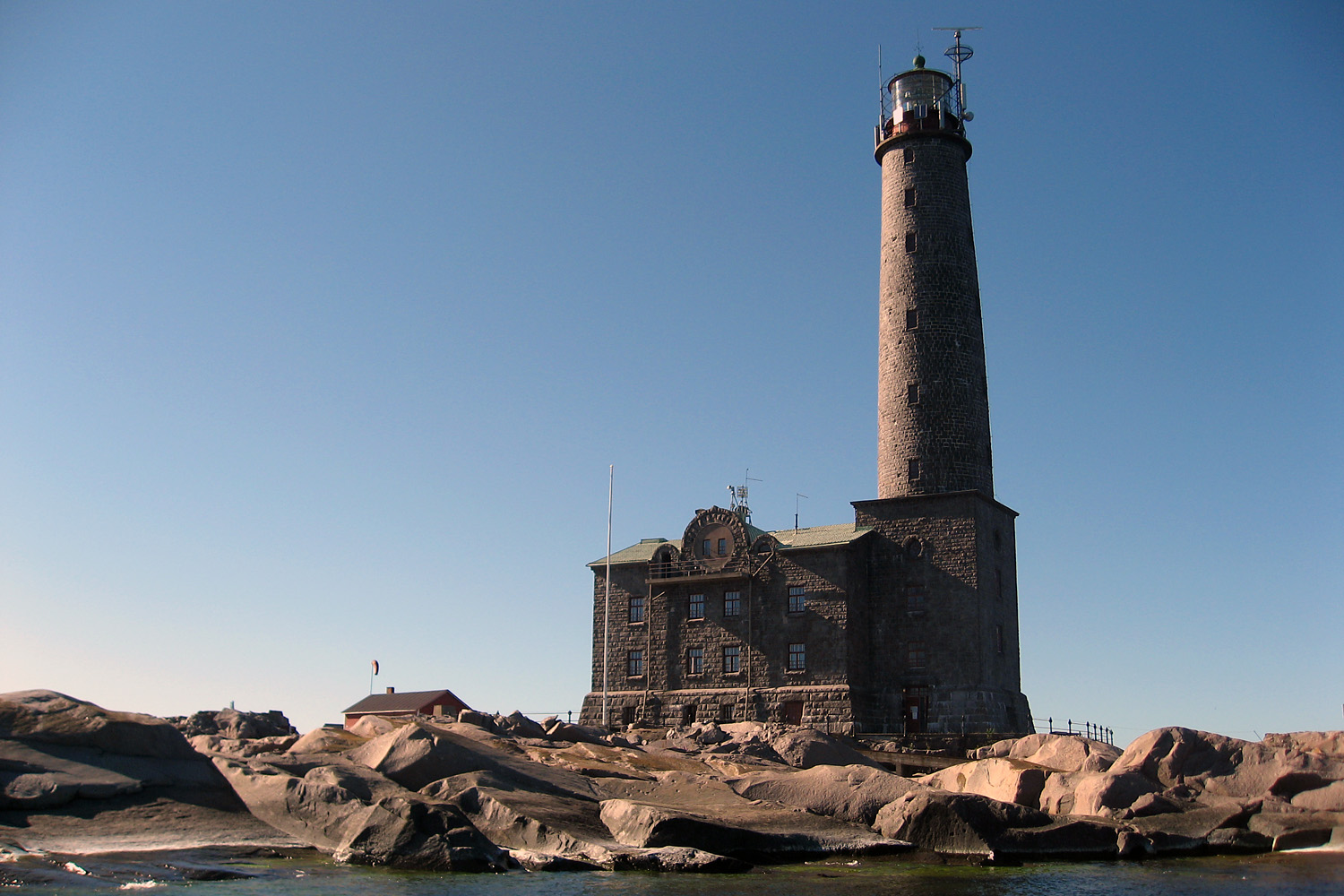
Bengtskärs fyr, ritad av Granholm.

Gustaf Florentin Granholm, född 8 juni 1836 i Helsingfors, död där 29 juli 1922, var en finländsk arkitekt.
Granholm utbildade sig vid École nationale supérieure des Beaux-Arts i Paris. Mellan 1871 och 1879 tjänstgjorde han som rektor vid Slöjdskolan i Helsingfors. Han var från 1875 verksam vid Överstyrelsen för allmänna byggnaderna, där han 1893 blev överarkitekt. Han ritade flera byggnader i Helsingfors samt ett flertal fyrar på olika håll i Finland.

## Verk i urval
- Bogskärs fyr
- Bengtskärs fyr
- Fredrikshamns kadettskola
- Gråhara fyr
- bostadshus i korsningen av Lönnrotsgatan och Georgsgatan i Helsingfors[2]
- Liewendahls hus vid Högbergsgatan i Helsingfors
- Mechelinska huset vid Skillnaden i Helsingfors
- Tankar fyr
- Valsörarnas fyr

### Uppslagsverk
- Granholm, Florentin i Uppslagsverket Finland (webbupplaga, 2012). CC-BY-SA 4.0